# Berkenroth

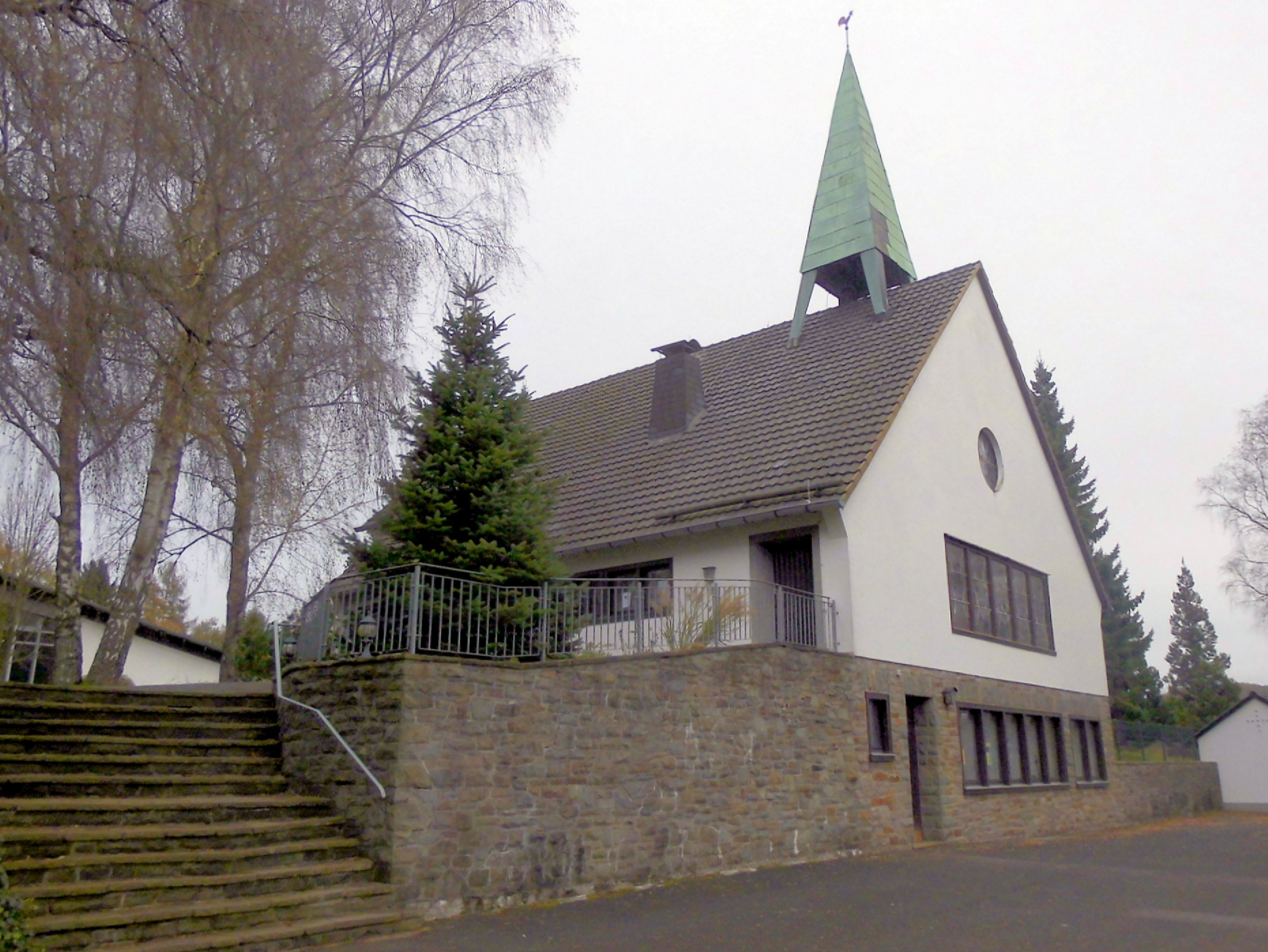
Evangelische Kirche Berkenroth

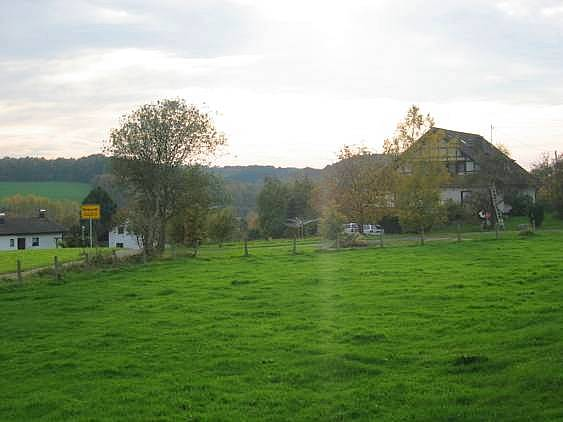
Berkenroth

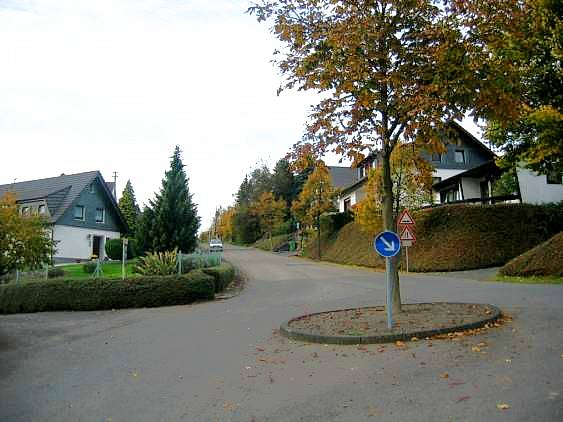
Berkenroth

Der frühere Bahnhof der Bröltalbahn 1912

Berkenroth (mundartlich Bä'erkero'eth) ist ein Ortsteil von Nümbrecht im Oberbergischen Kreis im südlichen Nordrhein-Westfalen innerhalb des Regierungsbezirks Köln.

## Lage und Beschreibung
Der Ort liegt in Luftlinie rund vier Kilometer südlich vom Ortszentrum der Gemeinde Nümbrecht entfernt.
Berkenroth liegt in einer südlichen Hanglage zum Waldbrölbach, an der Bundesstraße 478.
- Berkenroth verfügte über einen Bahnhof an der Bröltalbahn.[1] Diese Schmalspurbahn verkehrte bis in die 50er Jahre zwischen Hennef und Waldbröl und wurde dann ab dem 1. Februar 1953 durch einen Busverkehr ersetzt.
- Im heutigen Ortszentrum liegen die evangelische Kirche, die Gemeinschaftsgrundschule und das Dorfgemeinschaftshaus.
- Nach dem Zweiten Weltkrieg entstand aus dem Friedhofsverein eine Initiative zum Bau einer Kirche, diese wurde 1958 eingeweiht.
- Weiter gibt es im Ort eine Töpferei – in der alten Dorfschule – und einige Kleinbetriebe am Ort.

## Geschichte
Die Ortsgründung geschah von 900 bis 1200.

### Erstnennung
1316 wurde der Ort das erste Mal urkundlich erwähnt und zwar „Teile der Leute von Nümbrecht“. Die Schreibweise der Erstnennung war Berrekerode, dies bedeutet Rodung eines Berico.

### Homburger Land
Berkenroth gehörte später zur Reichsherrschaft Homburg.
- Im Jahr 1579 waren 22 Familien ansässig, laut „Fuder-Haber-Zettel“ (Futterhaferliste) Kapellbezirk Marienberghausen. Die Besiedlungsdichte entsprach zu diesem Zeitpunkt der von Nümbrecht, wohl wegen des Erzbergwerks und der Schmelzhütte in der Nähe.
- Bis zum Siegburger Vergleich im Jahre 1604 kam es – besonders im 15. und 16. Jahrhundert – zu Auseinandersetzungen um das Gebiet der späteren Gemeinden Marienberghausen, Nümbrecht, Bielstein/Drabenderhöhe und Wiehl zwischen den Herzögen von Berg und den Grafen zu Sayn – den Herren von Homburg, weil das Gebiet Homburg die bergischen Besitzungen des Amtes Windeck vom Rest des Landes der Herzöge von Berg trennte.

### Neuzeit
Nach der Annexion der französische Truppen unter Napoleon Bonaparte im Jahre 1806 wurde das Homburger Land ins Herzogtum Berg verwaltungsmäßig integriert und ab 1815 preußisches Staatsgebiet in die Provinz Jülich-Kleve-Berg. Berkenrodt, (damalige Schreibweise) hatte zu diesem Zeitpunkt (1817) 183 Einwohner.
- 1863 wurde die Brölchaussee, heute B 478 bis Waldbröl fertiggestellt.
- Ab dem 6. September 1870 fuhr die Schmalspurbahn Bröltalbahn genannt das „Brölbähnchen“ von Hennef bis Waldbröl, mit einer Haltestelle in Berkenroth.[1]
- Im Jahr 1969 wurden die Gemeinden Marienberghausen und Nümbrecht im Rahmen der NRW Gemeindereform zusammengelegt.[5]

## Freizeit

### Wanderwege
Der Graf-Engelbert-Weg ist ein Hauptwanderweg, mit einer Länge von insgesamt 111 Kilometern, des Sauerländischen Gebirgsverein und verläuft von Hattingen über Schwelm – Radevormwald – Wipperfürth – Engelskirchen – Drabenderhöhe nach Windeck-Schladern an der Sieg, er führt auch über Berkenroth. Er besitzt wie auch all die anderen Hauptwanderstrecken als Wegzeichen das weiße Andreaskreuz X, an Kreuzungspunkten erweitert um die Zahl 28.
Ein Teilstück des Graf-Engelbert-Weg von geht von Wiehl-Drabenderhöhe – Oberbach – Herftenrath über Nümbrecht-Kurtenbach – Niederbreidenbach – Grunewald – Lindscheid – Benroth – Berkenroth über Waldbröl-Geilenkausen – Bladersbach, am Galgenberg und den „Drei Eichen“ dem Windecker Hochgericht des Mittelalters vorbei, über den Höhenzug Nutscheid über Höhnrath nach Windeck-Schladern (S-Bahn Haltestelle). Streckenlänge 25 km.

### Radwege
Die Fahrradtour Fachwerkroute führt entlang zahlreicher gut erhaltener und renovierter Fachwerkhäuser und durchquert Berkenroth, Ausgangspunkt ist Nümbrecht. Es müssen acht Höhenunterschiede bewältigt werden.
| Routen-Name   | Wegzeichen | Fahrstrecke | Weglänge |
| Fachwerkroute |            | Nümbrecht – Marienberghausen – Lindscheid – Benroth – Langenbach – Berkenroth – Gut Rottland – Richtung Wirtenbach – Bruch | 40 km    |

## Vereine
- Gemeinnütziger Verein Berkenroth,
- Posaunenchor Berkenroth,
- Gemischter Chor Berkenroth
- Mädchenjungschar Berkenroth
- Freie Schule Berkenroth

## Busverbindungen
Linienbus
Haltestelle: Berkenroth
- 346 Nümbrecht Schulzentrum – (OVAG, Werktagsverkehr, nur an Schultagen)
- 530 Waldbröl – Hennef Bf – (von Hennef: S-Bahn und Regionalbahn nach Köln oder Siegen/Gießen)